# Петар II Александријски
Патријарх Петар II био је двадесет и први патријарх и поглавар (папа) Александријске патријаршије. Био је ученик светог Атанасија који га је именовао за свог наследника пре своје смрти 373. године.
Био је ватрени противник аријанства, а одмах након што је устоличен, префект Паладијус, поступајући по наређењу цара Валенса одводи га из града и устоличава Луција, присталицу аријанства, на место патријарха.
Петар налази уточиште у Риму, где је папа Дамаз I примио и дао му подршку против аријанства. Године 373, Петар се враћа у Александрију, где Луције одлази из страха од становништва. Празник патријарха Петра II прославља се 27. фебруара.